# 윈도우 패키지 관리자
winget으로도 알려진 윈도우 패키지 관리자(Windows Package Manager)는 마이크로소프트가 윈도우 10 및 윈도우 11용으로 설계한 자유-오픈 소스 패키지 관리자이다. 명령 줄 유틸리티와 응용 프로그램 설치를 위한 서비스 집합으로 구성된다. ISV는 이를 소프트웨어 패키지의 배포 채널로 사용할 수 있다.

## 역사
윈도우 패키지 관리자는 2020년 5월 마이크로소프트 빌드 개발자 컨퍼런스에서 처음 발표되었다.
윈도우 패키지 관리자를 개발하기로 결정하기 전에, 그 팀은 Chocolatey, Scoop, Ninite, AppGet, Npackd 및 파워셸 기반 OneGet을 조사했다. winget의 발표 이후, AppGet의 개발자인 케이반 베이기는 마이크로소프트가 2019년 12월 AppGet을 인수하고 베이기를 고용한다는 구실로 그를 인터뷰했다고 주장했다. 마이크로소프트는 베이기와 대화한 후 winget이 출시되기 하루 전에 그를 고용하지 않을 것임을 확인할 때까지 그와 연락을 끊은 것으로 알려졌다. winget의 출시로 베이기는 2020년 8월에 AppGet이 단종될 것이라고 발표했다. 마이크로소프트는 많은 winget의 기능을 AppGet에게서 영향을 받았다는 블로그 게시물로 응답했다.
마이크로소프트는 2021년 5월 27일 윈도우 패키지 관리자 버전 1.0을 출시했다. 마이크로소프트 커뮤니티 저장소는 당시 1,400개 이상의 패키지를 포함했다.

## 개요
winget 도구는 EXE, MSIX 및 MSI 기반 설치 프로그램을 지원한다. 공용 윈도우 패키지 관리자 커뮤니티 저장소는 지원되는 응용 프로그램에 대한 매니페스트 파일을 YAML 형식으로 호스팅한다. 2020년 9월에 마이크로소프트는 마이크로소프트 스토어에서 응용 프로그램을 설치하는 기능과 명령 자동 완성 기능을 추가했다.
악성 소프트웨어가 저장소와 대상 시스템에 침입할 가능성을 줄이기 위해 윈도우 패키지 관리자는 마이크로소프트 스마트스크린, 정적 분석, SHA256 해시 검증 및 기타 프로세스를 사용한다.
winget 클라이언트 소스 코드와 커뮤니티 매니페스트 저장소는 MIT 허가서에 따라 라이선스가 부여되며 깃허브에서 호스팅된다.

### 명령어
| 이름      | 설명                                   |
| --------- | -------------------------------------- |
| export    | 설치된 응용 프로그램의 목록 내보내기   |
| features  | 실험적인 기능의 상태 표시              |
| hash      | 설치 파일의 해시 계산                  |
| import    | 파일에 나열된 모든 응용 프로그램 설치  |
| install   | 지정된 응용 프로그램 설치              |
| list      | 설치된 응용 프로그램 표시              |
| show      | 지정된 응용 프로그램에 대한 정보 표시  |
| search    | 응용 프로그램의 기본 정보 검색 및 표시 |
| settings  | winget 구성 설정 열기                  |
| source    | 응용 프로그램 원본 관리                |
| upgrade   | 지정된 응용 프로그램 업그레이드        |
| uninstall | 지정된 응용 프로그램 제거              |
| validate  | 매니페스트 파일 유효성 검사            |

## 예시
다음 예에서는 변수 $PKG_ID를 검색하고 설치한다.
```
winget
 
install
 
-
-id
=
$PKG_ID
 
-e

```

### 패키지 ID 예시
- 비주얼 스튜디오 코드, 마이크로소프트의 코드 편집기:[20] Microsoft.VisualStudioCode
- 구글 크롬:[21] Google.Chrome
- 모질라 파이어폭스: Mozilla.Firefox
- 브레이브: BraveSoftware.BraveBrowser
- 비발디: VivaldiTechnologies.Vivaldi

## 같이 보기
- 웹 플랫폼 설치 관리자
- NuGet
- 소프트웨어 패키지 관리 시스템 목록